# Roseline de Villeneuve
Roseline de Villeneuve, née en 1263 et morte en 1329, est une moniale chartreuse française, considérée comme sainte par l'Église catholique. Liturgiquement, elle est  commémorée le 17 janvier.

## Biographie
Roseline, du latin Rossolina, ou Rossa, Rufa, fille d’Arnaud II de Villeneuve et de Sybille de Burgolle de Sabran des Arcs (ou selon l'observatoire zététique de Giraud II de Villeneuve et d'Aigline). Elle est la sœur d'Elzéar de Villeneuve.
Cette cousine de saint Elzéar de Sabran, est instruite par les clarisses d’Avignon; mais c’est à la Chartreuse que cette Provençale, douée du don de lire dans les consciences choisit d’entrer à 25 ans. 

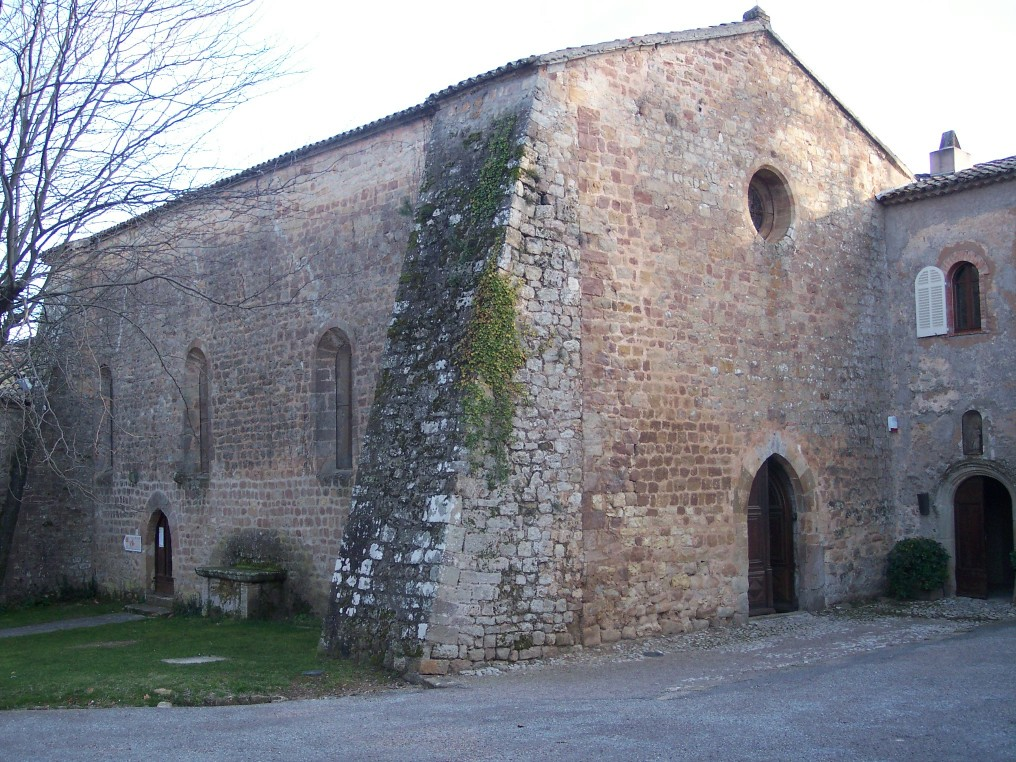
Chapelle sainte-Roseline aux Arcs, XIe siècle.

Elle fit son noviciat à Saint-André-de-Ramières près de Prébayon dans le Vaucluse puis un second noviciat à la chartreuse Notre-Dame de Bertaud (Sainte-Marie d'Aurouse) dans les Hautes-Alpes (Gap) avant d'être admise à faire profession religieuse le jour de Noël 1280. 
Elle y vivra dans l'austérité et deviendra plus tard prieure de la chartreuse de la Celle-Roubaud fondée par son frère Hélion dans le diocèse de Fréjus, à l'abbaye de la Celle-Roubaud occupée précédemment par des Bénédictines,.
Aux Arcs, la chapelle Sainte-Roseline édifiée au XIe siècle a été classée monument historique en 1980. Elle abrite la dépouille de sainte Roseline qui est exposée dans une châsse en cristal et un reliquaire qui conserve ses yeux, miraculeusement préservés.

## Le miracle des roses

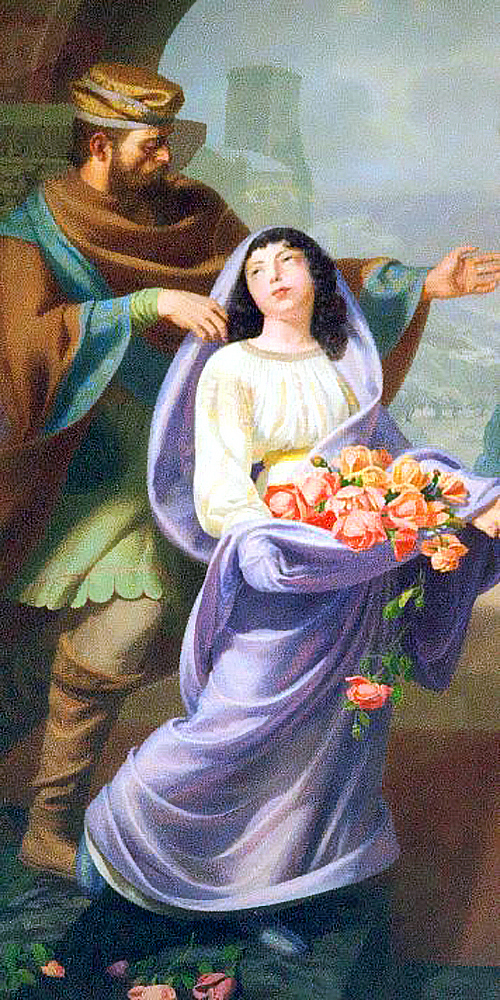
Le miracle des roses : Roseline et son père Arnaud de Villeneuve, tableau de l'église Sainte-Roseline de Roquefort-la-Bédoule.

Roseline est rattachée à ce que l'on appelle « Le miracle des Roses ». La généreuse fille du seigneur du village se cachait pour donner à manger aux pauvres qui la sollicitaient. Un matin, Arnaud, qui se doutait des largesses de sa fille, se cache près du cellier pour la confondre… Il ne tarde pas à la voir arriver, le tablier chargé de victuailles. Lorsqu'il lui demande de montrer le contenu de son tablier, Roseline (prenant, dit-on, Dieu à témoin) ouvre craintivement son tablier duquel dépasse une brassée de roses en lieu et place de la nourriture « subtilisée », miracle également attribué à la vie d'Élisabeth de Hongrie, d'Élisabeth du Portugal et de Germaine de Pibrac. 
Aujourd'hui encore on peut voir une arche de pierre qu'on appelle « la porte du Miracle ».